# Danziger Fußballmeisterschaft
Die Danziger Fußballmeisterschaft der Männer wurde zwischen der Saison 1907/08 und 1932/33 im Baltischen Rasen- und Wintersport-Verband (BRWV) ausgespielt. Der Danziger Fußballmeister qualifizierte sich für die Endrunde um die Baltische Fußballmeisterschaft.

## Geschichte
Anders als in Königsberg gab es in Danzig bis 1907 keinen geregelten Spielbetrieb im Fußball. Erst mit Gründung des Baltischen Rasen- und Wintersport-Verbands (BRWV) 1908 wurde ein Spielbetrieb organisiert, wobei sich für die erste Meisterschaft mit dem BuEV Danzig und Viktoria Stolp nur zwei Mannschaften meldeten. Der Sieger aus dem Bezirk Danzig-Stolp war für die Endrunde um die Baltische Fußballmeisterschaft qualifiziert. Ab der Spielzeit 1910/11 beschränkte sich die regionale Meisterschaft auf die Danziger Vereine, Vereine aus Stolp erhielten einen eigenen Bezirk. 1913/14 kam es erneut zur Neueinteilung des Verbandsgebietes des BRWV, Vereine aus Elbing, Graudenz, Marienwerder und Konitz wurden aufgenommen und der Kreis in Kreis II Danzig/Westpreußen umbenannt. Diese Änderung war jedoch nur von kurzer Dauer, ab der Spielzeit 1920/21 verblieb der Bezirk Danzig als einziger im Kreis, die Kreisbezeichnung wurde in Kreis II Danzig umbenannt. Der Bezirk Westpreußen wechselte in den Kreis I Ostpreußen. 1928 und 1929 fand neben dem normalen Ligabetrieb noch eine Meisterschaft der Freien Stadt Danzig statt, hierfür waren der jeweilige Ligameister von Danzig sowie der Meister einer Danzig-Land genannten Spielrunde qualifiziert.
1929/30 endete die Eigenständigkeit der Danziger Fußballliga im BRWV. Die Liga war fortan Bestandteil des Bezirks II Grenzmark, der Danziger Fußballmeister war daher für die Endrunde der Grenzmark Fußballmeisterschaft qualifiziert. Erst der Sieg in dieser berechtigte fortan zur Teilnahme an der Baltischen Fußballendrunde. Im Zuge der Gleichschaltung wurde der nun Baltische Sport-Verband genannte Fußballverband wenige Monate nach der Machtübernahme der Nationalsozialisten im Jahre 1933 aufgelöst. Die Vereine wurden ab 1933 der Gauliga Ostpreußen bzw. deren Unterbau zugeordnet. Eine Besonderheit ergibt sich dadurch, dass die regionalen Meisterschaften ab den 1930er-Jahren bereits ein Jahr vor Austragung der eigentlichen Verbandsendrunde ausgespielt wurden. Geschuldet war dies hauptsächlich den Wetterverhältnissen, da durch den teilweise langen Winter in den Wintermonaten kaum ein Spielbetrieb stattfinden konnte. Daher wurde die Saison 1932/33 bereits im Herbst 1931 begonnen. Dieser Umstand sorgte dafür, dass die Saison 1933/34 ebenfalls bereits im Herbst 1932 begonnen wurde. Durch die politische Umwälzung wurde eine etwaige baltische Fußball-Endrunde 1933/34 jedoch nicht ausgetragen, dennoch dienten die Endstände der Ligen 1933/34, und nicht die der Spielzeit 1932/33, als Grundlage zum Übergang in die Gauligen. Ab 1940 gab es mit der Gauliga Danzig-Westpreußen wieder eine auf Danzig konzentrierte erstklassige Fußballliga.
Die Danziger Vereine gehörten innerhalb des Baltischen Fußballverbandes zu den schwächeren Vereinen. Nur einmal gelang einem Verein aus Danzig der Gewinn der Baltischen Fußballmeisterschaft. Spätestens in den 1920er-Jahren verloren die Vereine jedoch komplett den Anschluss an die spielstärkeren Vereine aus Pommern und Ostpreußen. Im Zuge der Einführung der Grenzmark-Meisterschaft mussten sich die Danziger Vereine teilweise gar Vereinen aus Elbing und Stolp geschlagen geben.

## Danziger Fußballmeister 1908–1933
| Jahr    | Danziger Fußballmeister | Abschneiden baltische Fußballmeisterschaft                                             | Baltischer Fußballmeister                                                              |
| ------- | ----------------------- | -------------------------------------------------------------------------------------- | -------------------------------------------------------------------------------------- |
| 1907/08 | BuEV Danzig             | Finale                                                                                 | VfB Königsberg                                                                         |
| 1908/09 | BuEV Danzig             | Finale                                                                                 | VfB Königsberg                                                                         |
| 1909/10 | BuEV Danzig             | Finale                                                                                 | SV Prussia-Samland Königsberg                                                          |
| 1910/11 | SV Ostmark Danzig       | Finale                                                                                 | SC Lituania Tilsit                                                                     |
| 1911/12 | BuEV Danzig             | Sieger                                                                                 | BuEV Danzig                                                                            |
| 1912/13 | BuEV Danzig             | Finale                                                                                 | SV Prussia-Samland Königsberg                                                          |
| 1913/14 | BuEV Danzig             | Drittplatzierter                                                                       | SV Prussia-Samland Königsberg                                                          |
| 1919/20 | VfL Danzig              | Zweitplatzierter                                                                       | Stettiner FC Titania                                                                   |
| 1920/21 | Preußen Danzig          | Drittplatzierter                                                                       | VfB Königsberg                                                                         |
| 1921/22 | SV Schupo Danzig        | Drittplatzierter                                                                       | VfB Königsberg                                                                         |
| 1922/23 | Preußen Danzig          | Zweitplatzierter                                                                       | VfB Königsberg                                                                         |
| 1923/24 | Preußen Danzig          | Zweitplatzierter                                                                       | VfB Königsberg                                                                         |
| 1924/25 | SV Neufahrwasser        | Drittplatzierter                                                                       | VfB Königsberg                                                                         |
| 1925/26 | VfL Danzig              | Sechstplatzierter                                                                      | VfB Königsberg                                                                         |
| 1926/27 | SV Neufahrwasser        | Sechstplatzierter                                                                      | Stettiner FC Titania                                                                   |
| 1927/28 | SV Schupo Danzig        | Viertplatzierter                                                                       | VfB Königsberg                                                                         |
| 1928/29 | SV Neufahrwasser        | Fünftplatzierter                                                                       | VfB Königsberg                                                                         |
| 1929/30 | BuEV Danzig             | nicht qualifiziert                                                                     | VfB Königsberg                                                                         |
| 1930/31 | SV Neufahrwasser        | Viertplatzierter a                                                                     | SV Prussia-Samland Königsberg                                                          |
| 1931/32 | Danziger SC             | Viertplatzierter a                                                                     | SV Hindenburg Allenstein                                                               |
| 1932/33 | Preußen Danzig          | Drittplatzierter a                                                                     | SV Prussia-Samland Königsberg                                                          |
| 1933/34 | Gedania Danzig          | keine Baltische Fußballmeisterschaft, diente zur Qualifikation zur Gauliga Ostpreußen. | keine Baltische Fußballmeisterschaft, diente zur Qualifikation zur Gauliga Ostpreußen. |

## Rekordmeister
Danziger Rekordmeister ist der BuEV Danzig/VfL Danzig, der den Titel neun Mal gewinnen konnte.
|  | Verein                 | Titel | Jahr                                                 |
|  | ---------------------- | ----- | ---------------------------------------------------- |
|  | BuEV Danzig/VfL Danzig | 9     | 1908, 1909, 1910, 1912, 1913, 1914, 1920, 1926, 1930 |
|  | Preußen Danzig         | 4     | 1921, 1923, 1924, 1933                               |
|  | SV Neufahrwasser       | 4     | 1925, 1927, 1929, 1931                               |
|  | SV Schupo Danzig       | 2     | 1922, 1928                                           |
|  | SV Ostmark Danzig      | 1     | 1911                                                 |
|  | Danziger SC            | 1     | 1932                                                 |
|  | Gedania Danzig         | 1     | 1934                                                 |